# 羧化作用
羧化作用又称羧化反应、羧基化、羧化，是有机化学中的一大类化学反应，指将羧基官能团加到受質上，其逆反应为脱羧反应，在生物化学中，羧化作用是轉譯後修飾的一种。

## 有机化学中的羧化
在有机化学中，羧基化有许多不同的方式。一般的方法是通过亲核反应来完成，常用的亲核试剂有乾冰（固体二氧化碳）或甲酸，一个例子是科尔贝－施密特反应。羧化反应的催化剂通常是氮杂环卡宾或银基催化剂。

## 生物化学中的羧化

γ-羧基谷氨酸

在生物化学中，羧化作用是蛋白质的谷氨酸残基羧基化为γ-羧基谷氨酸的一种翻译后修饰方式。它主要发生在凝血级联中的蛋白质上，具体为凝血因子II、VII、IX、X以及蛋白X、蛋白C和蛋白S，这种翻译后修饰改变了这些蛋白质的功能。羧化也发生在肝臟，由γ-谷氨酰羧化酶执行。
羧基裂合酶需要持续性地以维生素K作为辅因子才能进行羧化作用，而与钙结合也是γ-羧基谷氨酸激活的必要条件。例如，在凝血级联中，钙结合使得凝血酶原蛋白质与血小板细胞膜相连接，使它靠近切割凝血酶原的酶以水解生成有活性凝血酶。